# Русанов Аркадій Васильович
Аркадій Васильович Русанов (22 січня 1875 — † до 1935) — полковник Армії УНР.

## Життєпис
Походив із дворян Херсонської губернії. Народився у м. Єлисаветград. Закінчив Михайлівський Воронізький кадетський корпус, 3-тє Олександрівське військове училище (1895), вийшов підпрапорщиком до 15-ї артилерійської бригади (Одеса). Станом на 1910 р. служив у Сибірському резервному гірському артилерійському дивізіоні (Барнаул).
З 20 листопада 1914 р. — командир 4-ї батареї 52-ї артилерійської бригади. З 16 липня 1915 р. — підполковник, з 21 квітня 1917 р. — полковник. Під час Першої світової війни був двічі контужений. Нагороджений всіма орденами до Святого Володимира IV ступеня з мечами та биндою та Георгіївською зброєю (2 вересня 1917, за бій 29 вересня 1915).
З жовтня 1917 р. — командир дивізіону 12-ї артилерійської бригади (українізованої). З 5 жовтня 1918 р. — командир 7-го легкого гарматного полку Армії Української Держави.
З 29 грудня 1918 р. — командир 4-го кінно-гарматного полку Дієвої армії УНР. З 26 червня 1919 р. — командир 1-го гарматного рекрутського полку Дієвої армії УНР. З червня 1920 р — начальник 4-ї гарматної бригади 4-ї Київської дивізії Армії УНР.
Помер на еміграції.